# Thelypodium crispum
Thelypodium crispum är en korsblommig växtart som beskrevs av Edward Lee Greene och Edwin Blake Payson. Thelypodium crispum ingår i släktet Thelypodium och familjen korsblommiga växter. Inga underarter finns listade i Catalogue of Life.